# Zalotnica lisianka
Zalotnica lisianka (Rivula sericealis) – gatunek motyla z rodziny mrocznicowatych. Zamieszkuje Europę i Azję, żeruje na trawach.

## Taksonomia
Gatunek został po raz pierwszy opisany naukowo przez Giovanniego Antonia Scopoliego w 1763 roku pod nazwą Phalaena sericealis.

## Morfologia
Jaja okrągłe, lekko spłaszczone, prążkowane, półprzeźroczyste, lekko zielone. Młoda gąsienica owłosiona, jasnozielona. Poczwarka ma długość około 10,5 mm, barwy zielonej.
Długość skrzydeł od 18 do 22 mm. Skrzydła jasne, barwy słomkowej, plamka nerkowa ciemna i wyraźna. Imago przypomina deseniem rozcinkę kapuściankę.

## Ekologia i występowanie
Występuje w Europie i Azji po Japonię. Zamieszkuje wilgotne łąki i lasy, prowadzi nocny tryb życia. Larwy żerują na trawach (m.in. z rodziny ciborowatych) w maju-czerwcu, mogą je atakować np. męczelkowate. Larwy zapadają w diapauzę jesienią. Pojawiają się dwa pokolenia imagines w czerwcu-lipcu oraz w sierpniu-wrześniu, w niektórych latach granice pokoleń zacierają się. W Polsce bardzo pospolity; w Lasach Pszczyńskich stwierdzono jego dużą liczebność, a nawet niekiedy masowy pojaw, przez co wśród mrocznicowatych zaliczono go do klasy dominantów i eudominantów (zob. klasy dominacji).

## Galeria

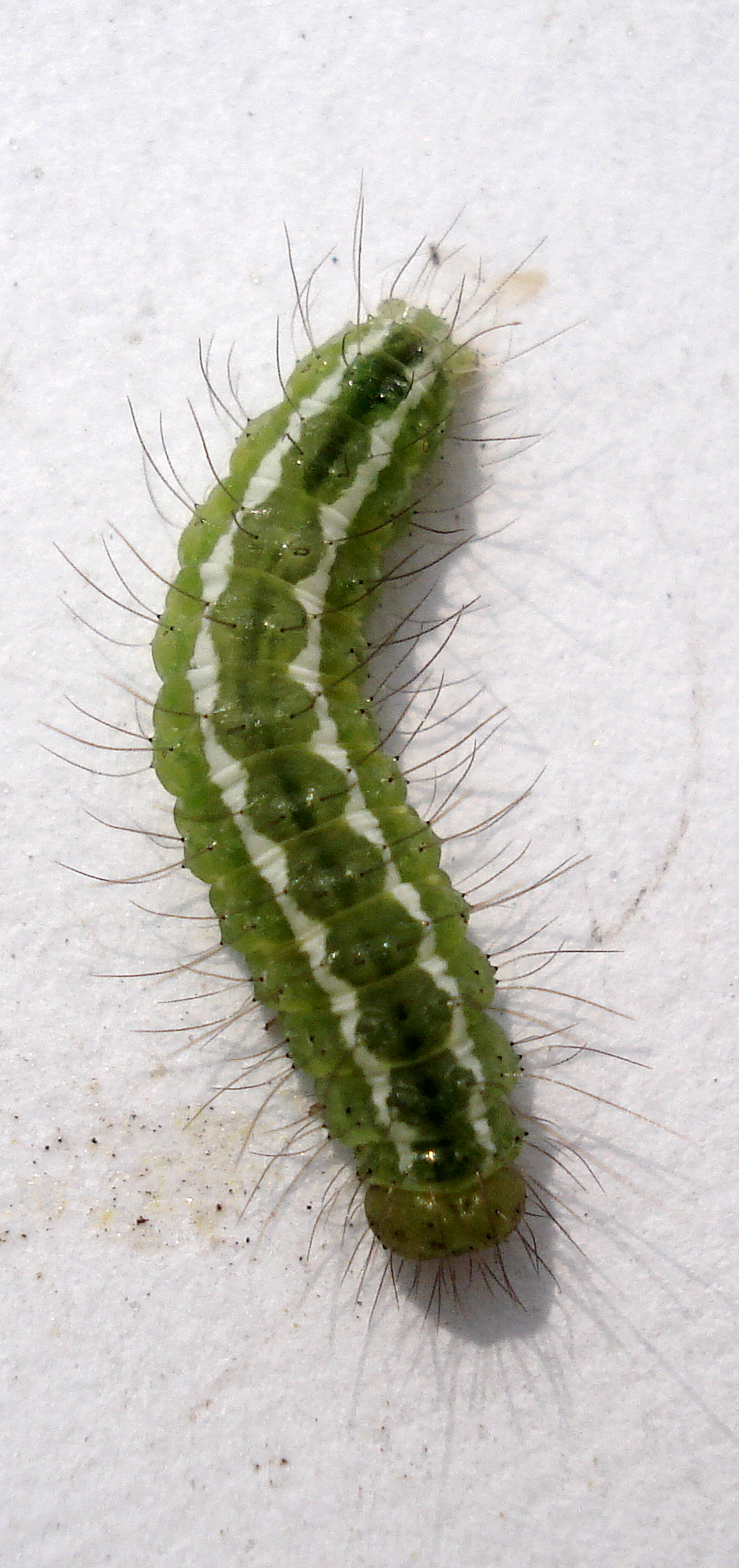
Gąsienica
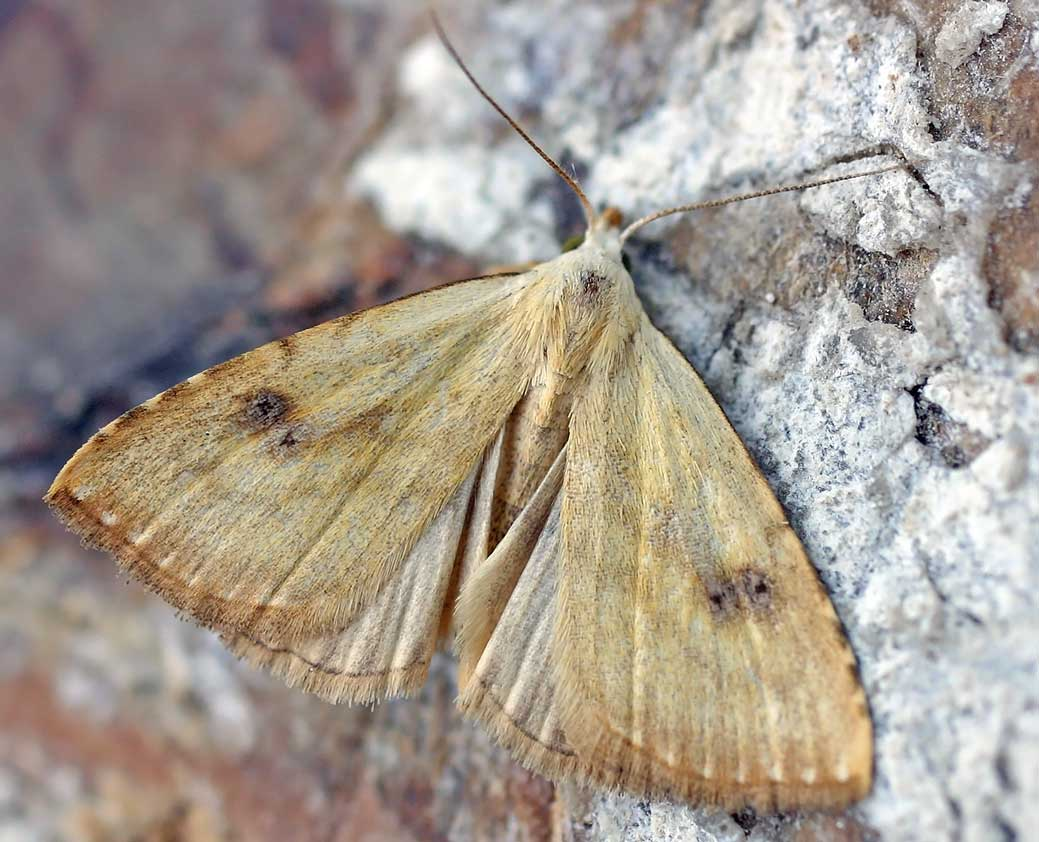
Imago od strony grzbietowej
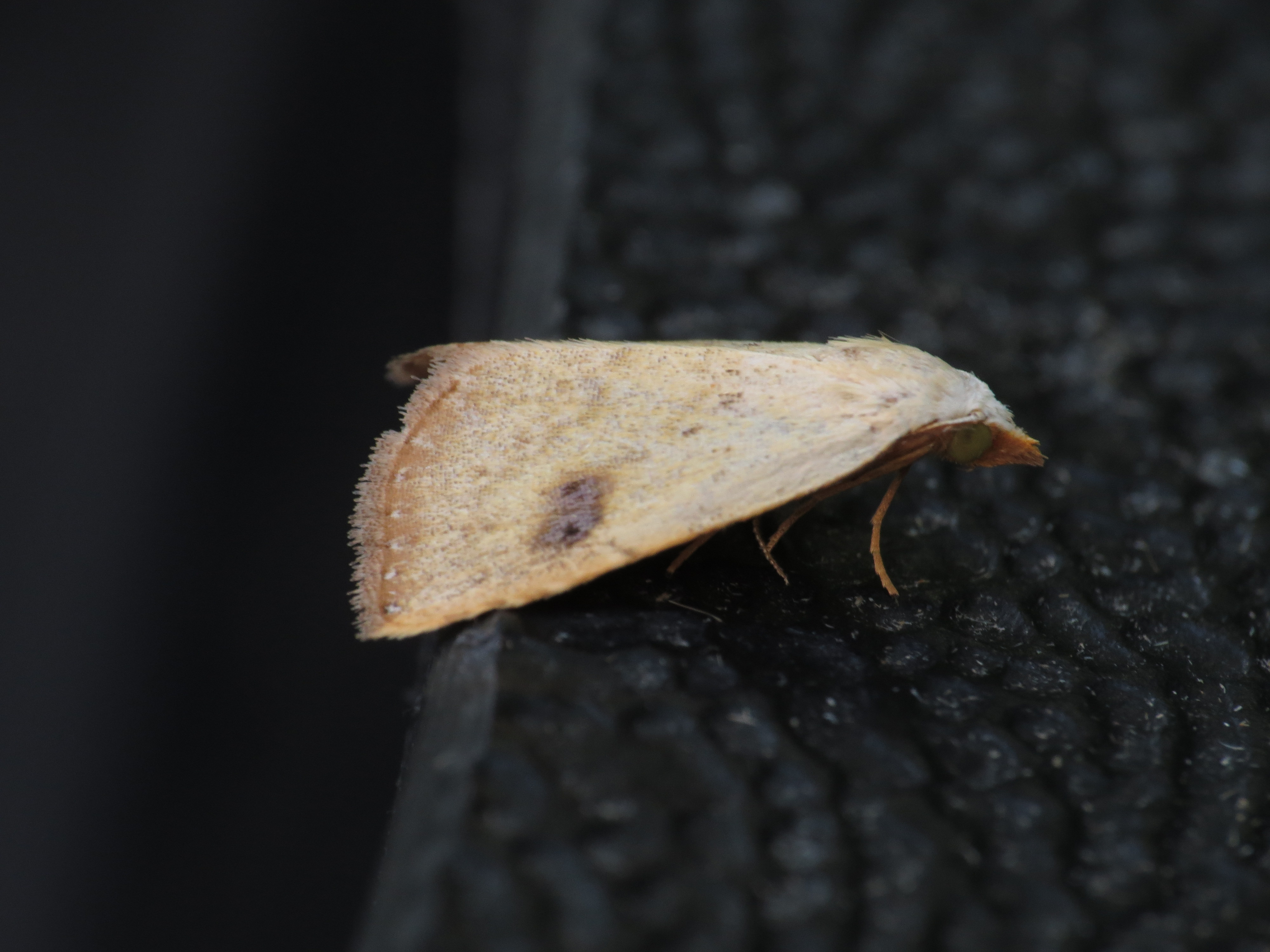
Imago, widok z boku
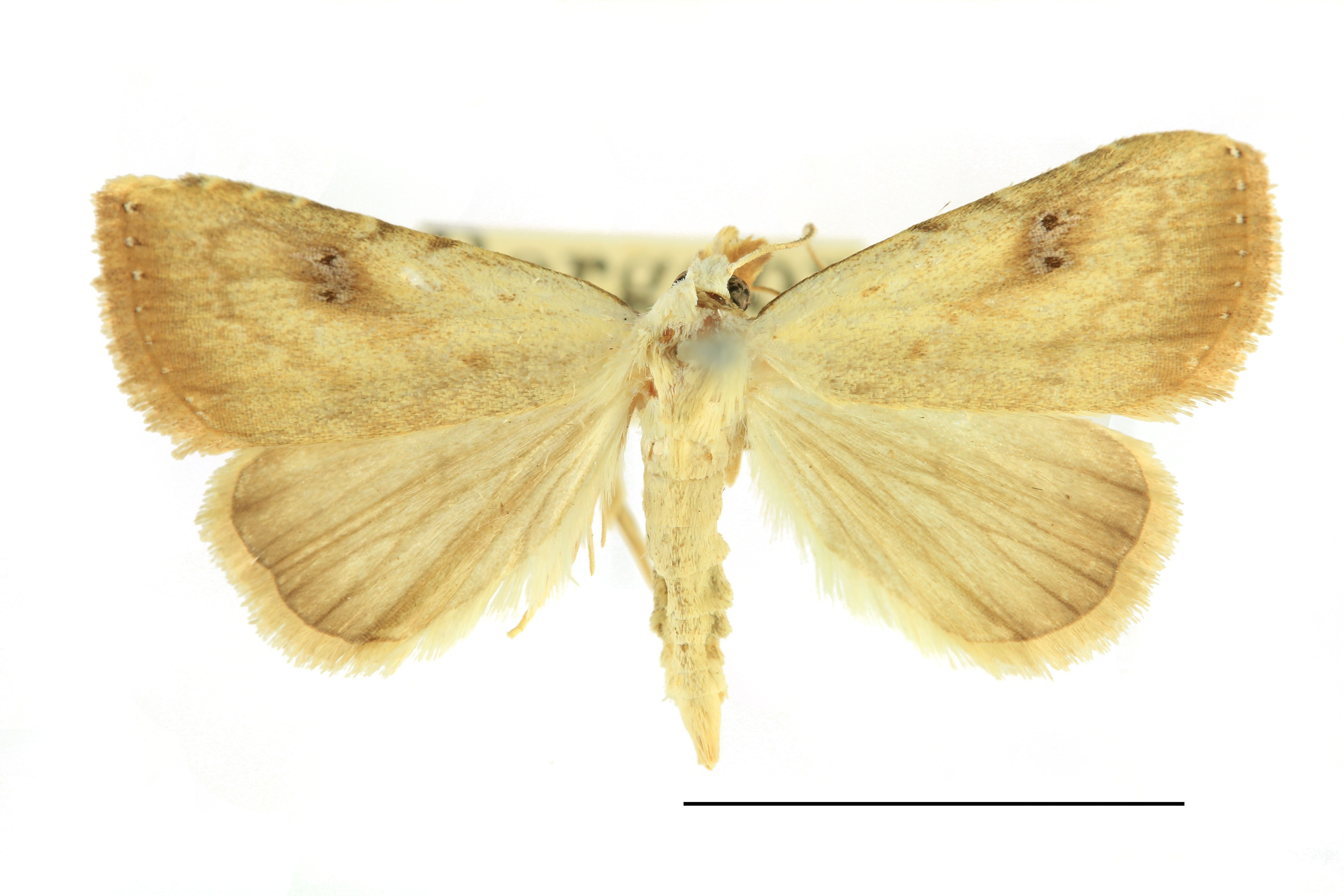
Rozpięte imago